# Șcheia (Iași)
Pour les articles homonymes, voir Șcheia.
Șcheia est une commune roumaine située dans le județ de Iași.